# Xylopia decorticans
Xylopia decorticans är en kirimojaväxtart som beskrevs av David Mark Johnson och Lobão. Xylopia decorticans ingår i släktet Xylopia och familjen kirimojaväxter. Inga underarter finns listade i Catalogue of Life.